# Восточный (Ипатовский городской округ)
Восто́чный — хутор в Ипатовском районе (городском округе) Ставропольского края Российской Федерации. До 1 мая 2017 года находился в составе сельского поселения Первомайский сельсовет.

## География
Расстояние до краевого центра: 103 км. Расстояние до районного центра: 57 км.

## Население
| 1989 | 2002 | 2010 | 2014 | 2021 | 2023 |
| ---- | ---- | ---- | ---- | ---- | ---- |
| 165  | ↘120 | ↘67  | ↗100 | ↘25  | →25  |

По данным переписи 2002 года, 68 % населения — русские.

## Инфраструктура
В Восточном 2 улицы — Красная и Криничная. В границах хутора расположено общественное открытое кладбище.